# Konstrakta
Pour les articles homonymes, voir Đurić et Ana Đurić.
Konstrakta (en serbe cyrillique: Констракта), de son vrai nom Ana Đurić, née Ignjatović (en serbe cyrillique: Ана Ђурић née Игњатовић), est une chanteuse serbe née le 12 octobre 1978 à Belgrade en République fédérative socialiste de Yougoslavie (actuelle Serbie). Anciennement connue comme chanteuse principale du groupe d'indie pop Zemlja gruva! fondé en 2007, elle chante en soliste depuis 2019.
Konstrakta représente la Serbie au Concours Eurovision de la chanson 2022, qui se déroule à Turin en Italie, avec sa chanson In corpore sano. En finale, elle se classe 5e avec 312 points. 

## Carrière

### Zemlja gruva!
La carrière de Konstrakta commence en 1997, dans le groupe Mistakemistake, mais c'est dix ans plus tard, en 2007, au sein du groupe d'indie pop Zemlja gruva !, qu'elle se fait révéler. Le groupe participe aux éditions 2008 et 2009 de Beovizija, la sélection nationale serbe pour le Concours Eurovision de la chanson, la première fois avec la chanson Čudesni svetovi, puis avec la chanson Svejedno mi je. Le groupe sort en outre trois albums studio, en 2010, 2013 et en 2016.

### Carrière solo
En juin 2019, Konstrakta sort son single Žvake, qui lance sa carrière solo. Elle sort ensuite un deuxième single, intitulé Nemam šamana, dont le texte s'inspire d'un article de presse people selon lequel sa consœur et amie Emina Jahović aurait eu recours à un chaman pour l'aider à surmonter son divorce.

#### 2022:Concours Eurovision de la chanson
En 2022, Konstrakta participe à Pesma za Evroviziju, la sélection nationale serbe pour le Concours Eurovision de la chanson 2022, avec sa chanson In corpore sano, dont le titre provient de la locution latine Mens sana in corpore sano (« Un esprit sain dans un corps sain » en latin). Elle participe à la première demi-finale, le 3 mars 2022, puis, une fois qualifiée, à la finale, le samedi 5 mars. Plébiscitée à la fois par le jury et par le public (qui lui attribue 31,34% des suffrages), elle gagne, et devient par conséquent la représentante serbe pour le Concours Eurovision de la chanson 2022, qui se déroule à Turin en Italie.

Konstrakta participe à la seconde demi-finale, le jeudi 12 mai 2022, où elle chante en troisième sur les dix-huit participants. Elle se qualifie et participe à la finale, le samedi 14 mai 2022. Elle termine finalement 5e de la finale avec 312 points dont 87 points du jury et 225 points du télévote.

#### Après l'Eurovision (depuis 2023)
Konstrakta participe en janvier 2023 au festival Eurosonic Noorderslag à Groningue aux Pays-Bas, avec le groupe Koikoi. Le 1er mars de la même année, elle interprète lors de la finale de Pesma za Evroviziju '23 son nouveau single Evo, obećavam!, qui traite de l'anxiété et de la dépression. Le clip sort le soir même, en trois parties, chacune l'œuvre d'un réalisateur différent.
Le 21 décembre 2023, elle est annoncée comme faisant partie des vingt-huit artistes sélectionnés pour Pesma za Evroviziju '24, en vue de participer à l'Eurovision 2024. La chanson qu'elle y défend s'intitule Novo, bolje.

Le 29 février 2024, elle se qualifie de la seconde demi-finale de la compétition, et participe donc à la finale du 2 mars.

## Vie privée
Ana Ðurić est diplômée de la Faculté d'architecture de l'université de Belgrade. En 2009, elle épouse l'architecte Milan Ðurić, avec qui elle a un fils, nommé Nikola, et une fille, nommée Lena,.

Elle est la fille de Slobodan Ignjatović, qui fut ministre fédéral de l'Information de la République fédérale de Yougoslavie sous Slobodan Milošević. Son père est originaire de Glibovac.

## Discographie
- 2019 – Žvake
- 2020 – Nemam šamana
- 2022 – In corpore sano
- 2022 − Mekano
- 2022 − Nobl
- 2023 – Evo, obećavam!
- 2023 – Put (avec Magnifico)
- 2023 – O, klasje moje (avec Zemlja gruva !)
- 2024 – Novo, bolje